# Kronenbourg (birra)
Kronenbourg è una birra francese. Prodotta dalla birreria Kronenbourg è la più consumata in Francia, 50 mezzi di Kronenbourg sono bevuti ogni secondo circa.

## Storia
Lanciata nel 1947, la marca Kronenbourg deve il suo nome a Cronenbourg, la zona di Strasburgo nella quale si installò l'industria della birra all'inizio del XIX secolo.

## Il logo Kronenbourg
Il logo Kronenbourg, cioè lo scudo, la corona (Kron) e le torrette di un castello (Burg), fanno riferimento al castello di un vescovo stabilito precedentemente nella vicina località di Kronthal che diede il suo nome al quartiere Cronenbourg, e dal 1947 alla marca Kronenbourg. Lo scudo rosso e bianco ricorda da parte sua i colori della Alsazia.

## Le marche prodotte
Avendo un'ampia gamma, la marca Kronenbourg pretende di soddisfare le varie necessità di consumo con confezioni da 40, 26, 10 e 6 bottiglie, il minifusto da 5 litri, il formato 75cl, le lattine di 33 o 50 cl, e il fusto per uso industriale da 30 litri. Kronenbourg ha così elaborato per soddisfare altre tipi di clientela, la Superfresh, una tecnica specifica destinata a rendere la birra ancora più fresca.
- Kronenbourg, di colore chiaro e coperta da una schiuma densa, Kronenbourg deriva da un sottile equilibrio di malti di luppolo, con aromi di agrumi, di mela e di cotogna. La sua amarezza fine proviene in particolare da note leggere di liquirizia e di pepe. È una birra fluida dotata di un'acquavite molto fine. Con il 4,2% di alcool (vol).
- Kronenbourg Pur Malt, senza alcool e ricca di sapore, questa birra è il risultato di malti rigorosamente scelti e di una fermentazione lenta.
- Kronenbourg Extra Fine, in termini di data è l'ultima innovazione, è la prima birra lanciata in Francia con una quantità di calorie ridotta. Acquavite poco amara, contiene il 30% di calorie in meno di una Kronenbourg classica. Inoltre, contiene solo il 2.1% di alcool (vol).
- Kronenbourg Meteor, una birra che, al modico prezzo di 15 €, si può trovare solo nei migliori locali di Strasburgo.
- Kronenbourg Panaché, una birra in cui si trova tutto il gusto di Kronenbourg associato alla limonata.

## Folklore
Essendo una delle birre più popolari in Francia, Kronenbourg, o Kro ha suscitato alcuni elementi di folclore:
- l'aiutante Kronenbourg, personaggio creato dal disegnatore Cabu[3], prototipo del soldato alcolico,
- canzoni da bere come:
  - J'ai deux amours (Ho due amori)
  - La Kanterbräu, la Kronenbourg...[4]